# Жорж Брак
Жорж Брак (фр. Georges Braque; 13 травня 1882, Аржантей, передмістя Парижа, Франція — 31 серпня 1963, Париж, Франція) — французький художник, графік, сценограф, скульптор і декоратор; разом із Пабло Пікассо започаткував кубізм у світовому мистецтві.

## Біографія і творчість
Жорж Брак походить з ремісничої родини.
Образотворчому мистецтву навчався у художній школі Гавра, потім — в Академії Ембера в Парижі.
Брак починав як художник-декоратор. У творчих пошуках близький до фовізму, зазнавши впливу Матісса та Дерена. Виставляв свої роботи в паризькому Салоні незалежних у 1906 році.
У 1907 році після ознайомлення з живописом Сезанна і зустрічі з Пікассо круто змінив свою художню манеру, прагнучи лаконізму живописних засобів і геометризації зображуваних об'єктів.
У 1909—12 роках співпрацюючи з Пабло Пікассо, теоретично і на практиці обґрунтував новий напрямок мистецтва — кубізм, ставши одним із його співзасновників.
У І Світову війну Брака було мобілізовано — на фронті в 1915 році зазнав тяжкого поранення, змігши повернутись до занять живописом лише в 1917 році.
У подальшій своїй творчості Жорж Брак шукає більшої просвітленості й гармонічності зображення, деякою мірою його декоративізму. Створив декілька серій малюнків («Купальниці» та ін.), активно працював у натюрморті.
У 1934 році вийшла друком перша монографія про художника — книга Карла Ейнштейна.
Брак тяжко пережив ІІ Світову війну, у 1945 році тривалий час хворів.
В 1949—56 рр. Брак створив цикл з восьми великих полотен «Майстерні», що став вершиною його творчості. У 1950-х рр. виконував ряд декораторських замовлень: займався церковними вітражами, оформив розпис стелі в Етруській залі Лувра тощо. Провідною темою пізньої творчості Брака є «птах, що розправив крила у польоті».
Жорж Брак створив чимало рисунків, гравюр і скульптур, але головне місце в його творчості завжди посідав живопис.
Помер Брак у Парижі 31 серпня 1963 року.